# Khammessat

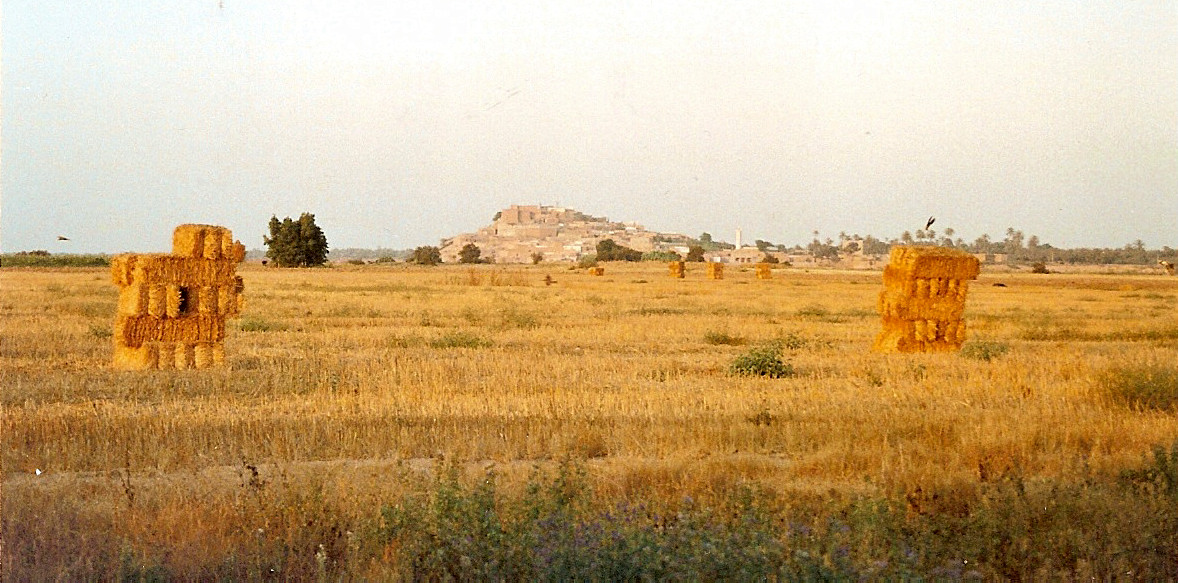
Cultures de céréales au Maroc

Le khammessat (de l'arabe خُمْس : cinq, un cinquième) est une sorte de bail de fermage coutumier ayant existé au Maghreb, dans lequel le « métayer », appelé khammas, recevait un cinquième du produit des terres qu'il cultivait.
Dans ce type de contrat coutumier, le propriétaire foncier apportait au métayer, qui s'apparentait souvent à un ouvrier agricole embauché pour une période déterminée, son appui matériel pour faciliter son installation (outils, semences, etc.) éventuellement son mariage, et le soutenir en cas de calamité. En retour, le métayer accomplissait les travaux agricoles, accessoirement des services domestiques. En fait, cette pratique, qui fondait un contrat d'association, engendrait des rapports profondément inégalitaires, le « métayer » ayant souvent le plus grand mal à se libérer de ses dettes.
La pratique du khammessat a officiellement été abolie dans les pays qui la pratiquaient.